# Михеев, Константин Захарович
Константи́н Заха́рович Михе́ев (1824—1902) — русский военный архитектор, полковник, академик Императорской Академии художеств.

## Биография
Военный инженер. Аттестован Императорской Академией художеств (1851). Академией художеств дано звание академика (1859) по представленному проекту «художественного музея и другим известным трудам его». Начальник 2-й Санкт-Петербургской инженерной дистанции.
Из работ известен доходный дом в Санкт-Петербурге (Фонтанки наб., 103; 1865).